# ISO 3166-2:DM
ISO 3166-2:DM – kody ISO 3166-2 dla Dominiki.
Kody ISO 3166-2 to część standardu ISO 3166 publikowanego przez Międzynarodową Organizację Normalizacyjną. Kody te są przypisywane głównym jednostkom podziału administracyjnego, takim jak np. województwa czy stany, każdego kraju posiadającego kod w standardzie ISO 3166-1.
Aktualnie (2017) dla Dominiki zdefiniowano kody dla 10 parafii. 
Pierwsza część oznaczenia to kod Dominiki zgodnie z ISO 3166-1, natomiast druga część oznaczenia znajdująca się po myślniku to dwucyfrowy kod jednostki administracyjnej. 

## Kody ISO
| Kod ISO | Nazwa jednostki administracyjnej | Nazwa jednostki administracyjnej w języku angielskim | Rodzaj jednostki administracyjnej |
| ------- | -------------------------------- | ---------------------------------------------------- | --------------------------------- |
| DM-02   | św. Andrzeja                     | Saint Andrew                                         | parafia                           |
| DM-03   | św. Dawida                       | Saint David                                          | parafia                           |
| DM-04   | św. Jerzego                      | Saint George                                         | parafia                           |
| DM-05   | św. Jana                         | Saint John                                           | parafia                           |
| DM-06   | św. Józefa                       | Saint Joseph                                         | parafia                           |
| DM-07   | św. Łukasza                      | Saint Luke                                           | parafia                           |
| DM-08   | św. Marka                        | Saint Mark                                           | parafia                           |
| DM-09   | św. Patryka                      | Saint Patrick                                        | parafia                           |
| DM-10   | św. Pawła                        | Saint Paul                                           | parafia                           |
| DM-11   | św. Piotra                       | Saint Peter                                          | parafia                           |